# Els De Jaeger
Els De Jaeger is een Belgisch voormalig acro-gymnaste. 

## Levensloop
De Jaeger was actief bij Sportac'86.
Op de wereldkampioenschappen van 1988 te Antwerpen behaalde ze samen met Mariska Willems en An Van Maldeghem een 4e plaats in de discipline allround.  Dit WK fungeerde tevens als Europese kampioenschappen waardoor ze brons behaalden in deze discipline.